# Хронология событий в Габале
Ниже приводится хронология города Габала, Азербайджан.

## До XIX ве
- II половина I века — впервые упоминается в письменных источниках под названием Кабалака[1]
- I-V века — Кабала была резиденцией албанских царей Аршакидов
- до VI века — древний город Кабалака был столицей Кавказской Албании[2]
- 981-982 годы — ширваншахи подчинили себе Габалу[3]
- XVI век — Кабала была разрушена Сефевидами
- Середина XVIII — конец XVIII веков — Куткашенский султанат

## XX век
- 1913 год — входило в состав Нухинского уезда[4]
- 1930 год — образован Куткашенский район Азербайджанской ССР[5]
- 4 июля 1960 года — получил статус посёлка городского типа[6]
- 1977 год — начало строительства Габалинской РЛС
- 1991 года — Куткашен был переименован в Габалу

## XXI век
- 18 ноября 2011 года — открыт международный аэропорт города Габала[7]
- 2012 год — приостановление эксплуатации Габалинской РЛС.
- 1 января 2017 года — общая численность населения составляет 104419 человек